# Bitwa pod Fragą (1920)

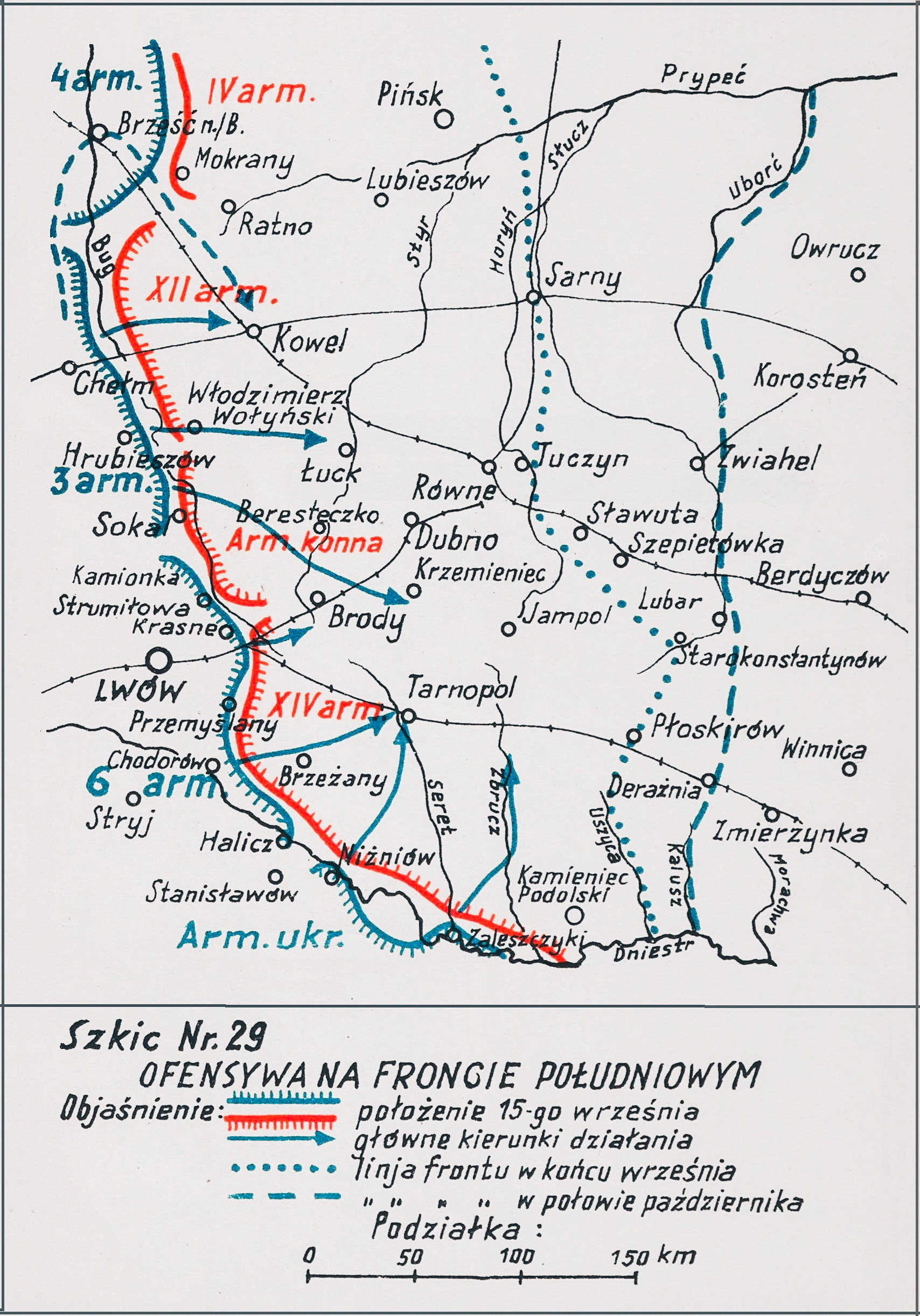
Adam Przybylski,
Wojna Polska 1918–1921

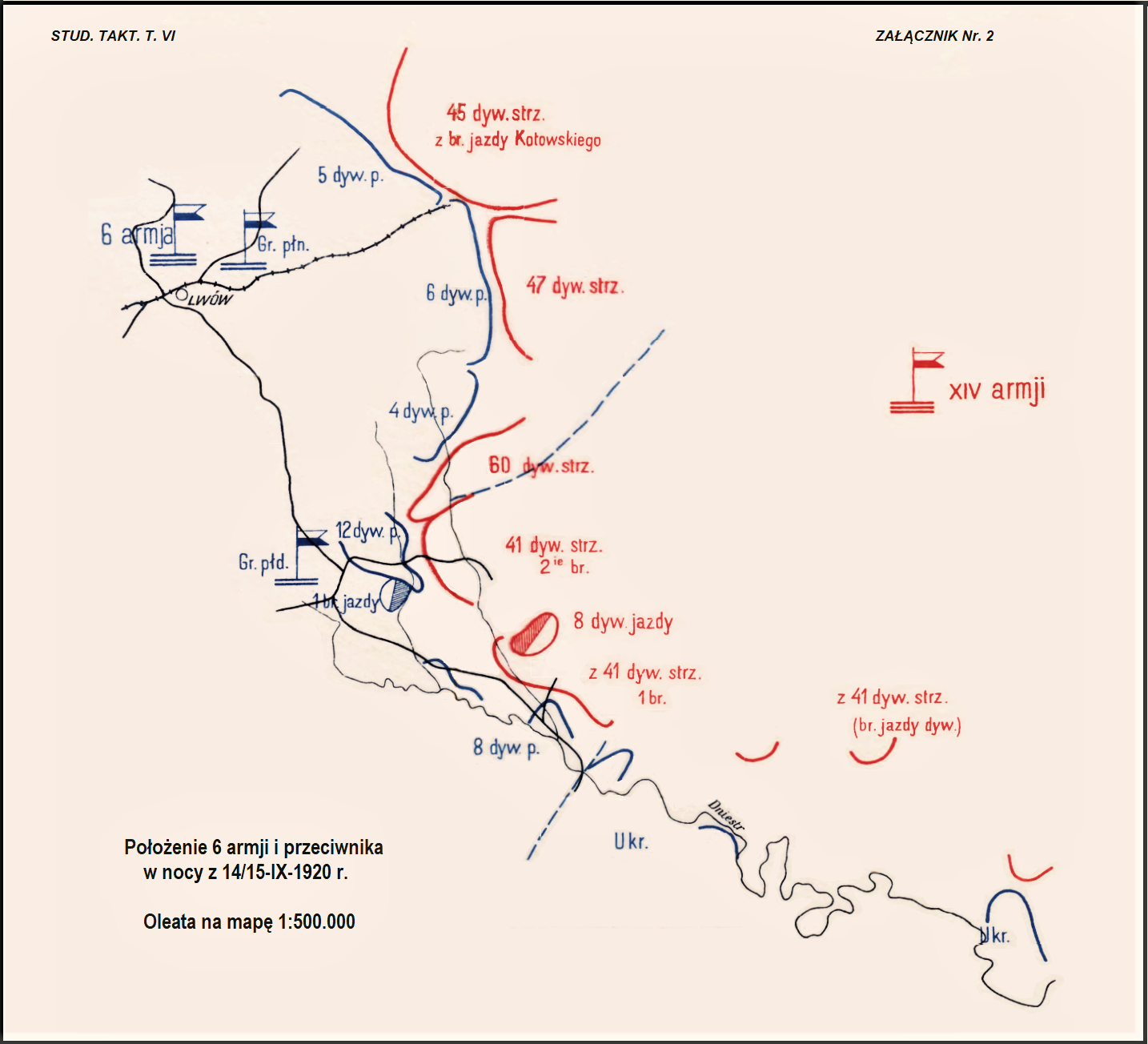
Ugrupowanie polskiej 6 Armii i sowieckiej 14 Armii tuż przed ofensywą

Bitwa pod Fragą – część wielkiej bitwy wołyńsko-podolskiej; walki polskiego 51 pułku piechoty Strzelców Kresowych mjr. Romana Witorzenieca z sowiecką 123 Brygadą Strzelców w czasie ofensywy jesiennej wojsk polskich na Ukrainie w okresie wojny polsko-bolszewickiej.

## Geneza
2 września, jeszcze w czasie walk pod Zamościem, Naczelne Dowództwo Wojska Polskiego zdecydowało, iż 3. i 6 Armie, po stosownym przegrupowaniu, około 10 września podejmą większą akcję zaczepną w kierunku wschodnim celem „nie tylko odrzucenia nieprzyjaciela poza granice Małopolski, lecz także rozbicia i zdezorganizowania jego sił tak, aby później można było utrzymać front przy użyciu słabych sił własnych".  6 Armia gen. Roberta Lamezan-Salinsa  miała rozbić nieprzyjaciela znajdującego się między rzekami Gniła Lipa i Zbrucz, spychając go w kierunku północno-wschodnim w rejon działań 3 Armii, przy jednoczesnym odcięciu mu dróg odwrotu na Tarnopol. 
12 Dywizja Piechoty gen. Mariana Januszajtisa-Żegoty od 2 września walczyła o przeprawę na Gniłej Lipie pod Wołkowem. W dniach 10–14 września została zluzowana przez 4 Dywizję Piechoty i przeszła na południe w rejon Rohatyna, zajmując stanowiska wyjściowe do planowanej kontrofensywy. 12 września sowieckie 8 Dywizja Kawalerii i 41 Dywizja Strzelców wyparły z Rohatyna 52 pułk piechoty Strzelców Kresowych, sforsowały Gniłą Lipę i rozwijając powodzenie ruszyły na Knihinicze.

## Walczące wojska
| Jednostka                            | Dowódca                        | Podporządkowanie     |
| Wojsko Polskie                       |                                |                      |
| dowództwo 12 Dywizji Piechoty        | gen. Marian Januszajtis-Żegota | 6 Armia              |
| ⇒ 51 pułk piechoty                   | mjr Roman Witorzeniec          | 12 Dywizja Piechoty  |
| ⇒ baterie 12 pułku artylerii polowej |                                | 12 Dywizja Piechoty  |
| Armia Czerwona                       |                                |                      |
| dowództwo 41 Dywizji Strzelców       | komdyw. Żan Zonberg            | 14 Armia             |
| ⇒123 Brygada Strzelców               |                                | 41 Dywizja Strzelców |

## Walki pod Fragą
13 września wzmocniona sowiecka 123 Brygada Strzelców, licząca około 1800 „bagnetów”, 600 „szabel” i trzy baterie artylerii, zajęła Podkamień i Łysą Górę pod Fragą. W tym czasie nad Świrzem trwała koncentracja oddziałów 12 Dywizji Piechoty. Przyczółek mostowy Knihinicze obsadził 53 pułk piechoty Strzelców Kresowych, a zluzowany pod Wołkowem 51 pułk piechoty został skierowany pod Fragę.  
14 września ogólną ofensywę rozpoczęła polska 6 Armia. Rano o 5.00 12 Dywizja Piechoty gen. Mariana Januszajtisa-Żegoty, działając dwiema kolumnami, przeszła do natarcia. XXIV Brygada Piechoty w składzie 51. i 54 pułk piechoty z rejonu Fraga - Podborze uderzyła na Podkamień - Podgrodzie; akcję tę wspierały baterie I/12 pap, ostrzeliwując klasztor Fragę i Łysą Górę, a baterie II dywizjonu Podkamień i Podgrodzie. W tym dniu 51 pułk piechoty Strzelców  Kresowych uderzył na Łysą Górę oraz Fragę i opanował je. Działania piechoty wspierała bateria 12 pułku artylerii polowej, niszcząc „ogniem na wprost” stanowiska sowieckiej broni maszynowej. 5 i 7 kompanie pułku obsadziły klasztor na Łysej Górze i stąd ostrzeliwały cofające się na Świrz kolumny czerwonoarmistów. 
O świcie 15 września zaatakowali Sowieci. Pod osłoną gęstej porannej mgły, bez przygotowania artyleryjskiego, uderzyli na stanowiska zajmowane przez II batalion 51 pp. Zaskoczony polski pododdział wycofał się. Zareagował dowódca pułku mjr Roman Witorzeniec, wprowadzając do walki odwodową 6 kompanię. Wtedy już II batalion całością sił, wspierany skutecznie przez baterie artylerii 12 pap, przeszedł do kontrataku. Po południu Polacy odzyskali utracone pozycje i z powodzeniem odparli szarże sowieckiej kawalerii. Wieczorem 51 pp sforsował Gniłą Lipę i uchwycił przyczółek na wschodnim brzegu.

## Bilans walk
Zdobycie przyczółka umożliwiło oddziałom 12 Dywizji Piechoty gen. Mariana Januszajtisa-Żegoty odbicie Rohatyna.